# Aongatete (rivière)
Pour le village, voir Aongatete.
La rivière  Aongatete  (anglais : Aongatete River) ou Aongatete Stream est une rivière de l’Ile du Nord de la Nouvelle-Zélande dans la région de la Baie de l’Abondance, dans le district de Tauranga.

## Géographie
Elle s’écoule vers le nord-ouest à partir de la chaîne de "Kaimai Range" pour se jeter dans le mouillage de Tauranga Harbour au sud de Katikati.